# Debate sobre la existencia de escritura en el Imperio Inca
El debate sobre la existencia de escritura en el Imperio Incaico consiste en las versiones de cronistas e hipótesis sobre la existencia o no de algún sistema de escritura en el Tahuantinsuyo o en la civilización incaica en general, sea para representar alguna lengua quechua, aimara o algún otro idioma. Actualmente, la existencia de escritura entre los incas se considera no probada.
Al hablar de escritura inca, se hace referencia al medio por el cual los Incas pudieron haber expresado, en distintos materiales, textos o poemas en alguno de sus idiomas. Actualmente es un poco osado hablar de una escritura inca puesto que no se conoce por tradición algún método en que la población inca haya dejado relatos; sin embargo, no son pocos los investigadores e historiadores que se aventuran a decir que la civilización inca, con su estado tan desarrollado, debió buscar y hallar una manera de dejar "escrita" sobre su historia y relatos. Estos investigadores buscan hallar este sistema de escritura principalmente decodificando los posibles significados de los nudos en los quipus y en los diseños geométricos de los tocapus en los textiles incas.También se ha propuesto que pudieron influenciar a los mapuches con los Püron y Ñimin. El número de cordeles colgantes va desde 1 hasta 1500.
Las señales más fuertes sobre la posibilidad de una literatura inca no oral (probablemente a través de una escritura no alfabética, si no Ideografica) está en los relatos de los Cronistas (como Bernabé Cobo, Pedro Sarmiento de Gamboa, Cristóbal de Molina, etc tras comunicarse con los Quipucamayocs) sobre el Puquin Cancha, que habría sido una biblioteca inca construida por Pachacútec (con el fin de ser un Museo pictórico), que contenía noticias genealógicas del linaje de los Sapa Incas, junto a registros de la historia del imperio y sus conquistas, como también de las sociedades en la época pre-inca (llegando a mencionar historias de un Diluvio universal), además de archivos sobre filosofía y teología de la Religión incaica (por la cual también poseía una utilidad de formación académica análoga a una Universidad). Habría entrado en decadencia tras la conquista española, donde la resistencia de los Incas de Vilcabamba pudieron haber trasladado su contenido al Paititi, mientras que los españoles destruyeron el resto del contenido por mandato del Virrey Martin Henriquez en 1582 en la lucha contra la idolatría pagana. Aunque otras fuentes mencionan que Felipe II de España, muy interesado por la cultura incaica, quiso rescatar algunos de los famosos paños y cuadros pintados de la biblioteca para estudiarlos en España, pero se perdieron en un naufragio de 1572.

"después que tuvo bien averiguado todo lo más notable de las antigüedades de sus historias hízolo todo pintar por su orden en tablones grandes y puso en las Casas del Sol una gran sala a donde las tales tablas que guarnecidas de oro estaban, estuviesen como nuestras librerías y constituyó doctores que supiesen entenderlas y declararlas. Y no podían entrar donde estas tablas estaban sino el Inga o los historiadores sin expresa licencia del Inga"
Sarmiento de Gamboa[cita requerida]

"Luego Pachacuti Inga Yupanqui hiso ayuntamiento general en los mas antiguos y sabios del cuzco y de otras partes, y con mucha diligencia averiguo las historias de las antiguedades de esta tierra, principalmente de los ingas, y mandólo pintar, y mandó que se conservasen por la orden que dije cuando hablé del modo que hube en el examen de esta historia"
Sarmiento de Gamboa[cita requerida]

"una tabla y quipos donde estaban sentadas las edades que hubieron los dichos Pachacuti Inga y Topa Inga Yupanqui su hijo y Guayna Cápac, hijo del dicho Topa Inga y que por la dicha tabla y quipo vieron que vivió Pachacuti Inga Yupanqui cien años y Túpac Inga Yupanqui hasta cincuenta y ocho o sesenta años; Guayna Cápac, hasta sesenta años». Rifiriéndose al derecho penal también recuerdan las Informaciones de 1582 en el Cusco que "por otras señales que tenían en unas tablas de diferentes colores... entendían la pena que cada delincuente tenía".
Virrey del Perú Francisco de Toledo[cita requerida]

"Y para entender el origen de sus idolatrías, porque no utilizaban escritura, tenían una casa del Sol llamada Poquen Cancha, que se sitúa cerca de Cusco, llena de pinturas sobre la vida de cada uno de los Yngas y sobre las tierras que conquistaron y sobre su origen."
Cristóbal de Molina[cita requerida]

“Fuera de esta diligencia, suplían la falta de escritura, parte con pinturas como los de México, aunque las de Pirú eran muy toscas, parte a lo mas con quipus”
José de Acosta[cita requerida]

## Posibles sistemas de escritura

### Pre-Inca
Por otra parte, algunos clérigos y cronistas españoles, de los siglos XVI y XVII, (como Fernando de Montesinoso Diego González Holguín) relataron que en tiempos pre-incas si pudo haber existido un sistema de escritura alfabética, llamada Qquelcca (que en quechua significa escribir o dibujar), pero que, en tiempos del Inca Túpac Cauri Pachacuti, se dio su prohibición (con amenaza de pena de muerte) y con el objetivo de usarse los quipus en su lugar. Según la tradición oral, se debió a que un oráculo le reveló que el uso de escritura solo provocaba desastres naturales y que ya había pasado 4 siglos antes que el uso de escritura había coincidido con la invasión de pueblos bárbaros (provenientes del actual Brasil y Colombia), en donde había fallecido el soberano de ese entonces en la defensa del Cusco, ciudad que quedaría casi deshabitada y en una decadencia tal que los amautas habían olvidado como practicar la escritura y no querían volver a usar las letras por miedo a traer nuevas tragedias.

"Tupac Cauri mandó por ley que, so pena de la vida, ninguno tratase de quilcas, que eran pergaminos y ciertas hojas de árboles en que escribían, ni usasen de ninguna manera de letras. Y porque tiempos después un sabio amauta invento unos caracteres, lo quemaron vivo".
Montesinos, XVII[cita requerida]

El debate sobre la existencia de alguna forma de escritura prehispánica en los Andes sigue sin tener una conclusión clara hasta la fecha, sin embargo, los cronistas coloniales (como Sarmiento de Gamboa, Cristóbal de Molina, José de Acosta, Guamán Poma) si revelan la existencia de mecanismos de inscripción de la memoria y de la palabra en el Imperio Inca, sobre todo a través de tablones pintados.Según el antropólogo francés, Christian Duverger, la escritura incaica existe, pero desafía las convenciones occidentales.

"Es tiempo probablemente hoy de reconsiderar la cuestión de la escritura en toda el área amerindia. Ya que, en los Andes, en el área del Caribe o incluso en Amazonía, lo que el ojo occidental hasta ahora no ha percibido más que como ornamentaciones de carácter decorativo corresponden según toda probabilidad a un código ideográfico listo para recuperar su antiguo estatuto de escritura"
Christian Duverger, "Les Précolombiens connaissaient-ils l'écriture?" en "Les collections de l'Historie", pp. 32-37

En la Casa del Inca (de la Reserva comunal Amarakaeri, en el Departamento de Madre de Dios), declarado Patrimonio Cultural de la Nación en 2021, se encuentran extrañas inscripciones con posible signo de escritura prehispánica. Pese al nombre del lugar, no se sabe exactamente si perteneció o no a la cultura inca, o si es un recinto pre-inca.

### Decodificando Quipus

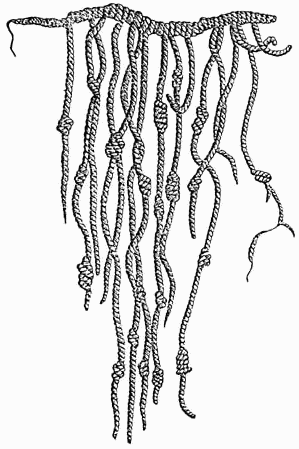
Representación de un quipu.

Es de recordar al respecto que en los Andes no se conocía la escritura con caracteres sobre una superficie, tal y como se entiende en occidente, pero los quipus parecen haber sido una eficaz herramienta mnemotécnica en las labores administrativas de la civilización Inca y que podrían haber servido para recordar hechos acontecidos.
Se postula que eran un sistema equivalente a la escritura pues es posible lograr más de 8 millones de combinaciones gracias a la diversidad de colores de cuerdas, distancia entre cuerdas, posiciones y tipo de los nudos posibles. Hay algunos pueblos andinos, ubicados en zonas alejadas, que mencionan tener tradiciones orales "escritas" en los quipus de su localidad. 
Los quipus, además de cumplir con funciones de contabilidad, también tenían una utilidad de guardar mensajes y registros históricos.

"...Así como las demás gentes del Mundo tuvieron instrumentos, y artificios para guardar y retener sus memorias y cosas dignas de ellas, así también nuestros Yndianos no carecieron de esta industria y habilidad." "...y había oficiales tan expertos en esta manera de conocer y anudar como hay entre nosotros Escribanos, y contadores liberales. Estos eran ciertos Yndios informados en aquel menester de sus mayores, y desde muchachos se criaban en ello..."
“y doctos en aquel arte que con facilidad daban cuenta de lo que les preguntaba en cosas tocantes á sucesos pasados de casi tiempo de 800 años."
Miguel Cabello Balboa[cita requerida]

William Burns Glynn plantea que los quipus eran libros con una escritura alfanumérica donde los números simbolizados en cada nudo representan una consonante de la lengua quechua y, a su vez, tienen una equivalencia con los dibujos geométricos utilizados en cenefas textiles y en la alfarería, con lo cual ellos también se convierten en textos de escritura incaica e importante. 
El 12 de agosto del 2005, la revista Science incluye el reportaje "Khipu Accounting in Ancient Peru" ("Contabilidad con Quipu en el antiguo Perú") de Gary Urton y Carrie J. Brenzine según el cual por primera vez se hubiera descifrado un elemento no numérico en un quipu: un topónimo para el pueblo de Puruchuco al inicio del mismo, constante de tres nudos óctuples.
El artista cusqueño Antonio Willka Wallpa, con 50 años de trayectoria de investigación, habría afirmado descifrar 55 caracteres del alfabeto inca, y sobre todo los Números incas, en su libro "Qhapaq Khipu Teqse Simi".Pero hay cuestionamientos por basarse en los controvertidos Documentos Miccinelli de dudosa credibilidad.Otras investigaciones de dudosa fiabilidad es la presentada por K'elli Tawanti Suyu Manta por ausencia de referencias bibliográficas.

### Tocapus: diseños en textiles
Los tocapus eran unos diseños textiles que, dependiendo de los colores, las figuras y la combinación de estas creaban todo un lenguaje escrito.
Estos tocapus no solo se empleaban para transmitir el idioma sino que también se usaban matemáticamente. A causa de su dificultad, se necesitaban varios años de estudio hasta poder leer con facilidad; por esto solo se lo podían permitir los grandes dignatarios.
La antropóloga estadounidense, Gail Silverman, tras 50 años de investigaciones (apelando a datos etnográficos recogidos entre 1979 y 1991, junto a los relatos de los cronistas como Santa Cruz Pachacuti), publicaría el libro “Quillca. La escritura de los Incas” en 2023, en el que se concluyó que los Incas si habrían poseído una forma de escritura pictográfica (generando la confusión de que no tuvieran escritura, porque está no poseería caracteres, o cifras o figurillas), y que para descifrarlo se tiene que decodificar las formas geométricas de los Tocapus (que podrían ser tanto símbolos heráldicos, como también fonemas gráficos), puesto que los incas habrían usado formas geométricas para fijar sus conocimientos y palabras. La razón de que se perdiera la memoria de la escritura prehispánica del quechua habría sido por el incendio del Quipucancha (universidad incaica donde se guardaban y formaba a los intérpretes de los quipus).

“…sintiéndose (Huaina Capac) cerca de la muerte hizo su testamento como entre ellos era costumbre, y en una larga vara, a manera de báculo, fue poniendo rayas de distintos colores en que se conocía y entendía su última y postrera voluntad”
Santa Cruz Pachacuti, 1530[cita requerida]